# NGC 2458
NGC 2458 is een elliptisch sterrenstelsel in het sterrenbeeld Lynx. Het hemelobject werd op 20 februari 1851 ontdekt door de Ierse astronoom William Parsons.

## Synoniemen
- MCG 10-12-16
- ZWG 287.9
- PGC 22220